# NGC 6564
NGC 6564 est est un groupe de trois étoiles situé dans la constellation d'Hercule. L'astronome allemand Albert Marth a enregistré la position de ce groupe le 21 aout 1859.